# Pillenkäfer
Die Pillenkäfer, wissenschaftlicher Name Byrrhidae, bilden eine Familie der Käfer. Die Familie umfasst etwa 300 Arten, hauptsächlich in den gemäßigten Zonen der beiden Hemisphären. Die Familie ist in Mitteleuropa mit 35 Arten aus 11 Gattungen vertreten.

## Merkmale
Die Pillenkäfer sind oval oder rundlich und besitzen eine stark gewölbte Statur. Meist sind alle Körperextremitäten eng anlegbar. Die Fühler sind elfgliedrig und sind zum Ende hin breiter und selten gekeult. Der Kopfschild ist meist nahtlos mit der Stirn verwachsen. Die Füße sind fünf-, selten viergliedrig. Die Vorderhüften sind voneinander getrennt, dazwischen befindet sich der Mesosternalkiel. Die Episternen der Hinterbrust verjüngen sich nach hinten.
Die Größe der Käfer reicht von 1,2 mm (Syncaypta spinosa) bis 14 mm (Byrrhus gigas).
Die Dungkäferart Onthophagus verticicornis ist im Deutschen auch unter dem Namen Nickender Pillenkäfer bekannt, gehört aber zur Familie der Blatthornkäfer (Scarabaeidae).

## Lebensweise
Die Larven fressen meist in der Erde an Moosrhizoiden. Die ausgewachsenen Käfer ernähren sich ebenfalls von Moos.

## Systematik
Unterfamilien und Tribus der Pillenkäfer:
- Amphicyrtinae LeConte, 1861
- Byrrhinae Latreille, 1804
  - Exomellini Casey, 1914
  - Morychini El Moursy, 1961
  - Pedilophorini Casey, 1912
  - Simplocariini Mulsant & Rey, 1869
- Syncalyptinae Mulsant & Rey, 1869
  - Microchaetini Paulus, 1973
  - Syncalyptini Mulsant & Rey, 1869

## Arten in Europa
In Europa kommen folgende 114 Arten vor:
- Arctobyrrhus dovrensis Munster, 1902
- Byrrhus (Byrrhus) arietinus Steffahny, 1842
- Byrrhus (Byrrhus) fasciatus (Forster, 1771)
- Byrrhus (Byrrhus) geminatus LeConte, 1854
- Byrrhus (Byrrhus) numidicus Normand, 1935
- Byrrhus (Byrrhus) pilula – Gemeiner Pillenkäfer (Linnaeus, 1758)
- Byrrhus (Byrrhus) pustulatus (Forster, 1771})
- Byrrhus (Pseudobyrrhus) derrei Allemand, 1987
- Byrrhus (Pseudobyrrhus) focarilei Fabbri & Puetz, 1997
- Byrrhus (Pseudobyrrhus) glabratus Heer, 1841
- Byrrhus (Pseudobyrrhus) luniger Germar, 1817
- Byrrhus (Pseudobyrrhus) nigrosparsus Chevrolat, 1866
- Byrrhus (Pseudobyrrhus) picipes Duftschmid, 1825
- Byrrhus (Pseudobyrrhus) pilosellus Villa & Villa, 1833
- Byrrhus (Seminolus) alpinus Gory, 1829
- Byrrhus (Seminolus) auromicans Kiesenwetter, 1851
- Byrrhus (Seminolus) espanoli (Fiori, 1960)
- Byrrhus (Seminolus) gigas Fabricius, 1787
- Byrrhus (Seminolus) lisellae (Fiori, 1953)
- Byrrhus (Seminolus) nicolasi (Fiori, 1966)
- Byrrhus (Seminolus) occidentalis (Fiori, 1953)
- Byrrhus (Seminolus) pyrenaeus Dufour, 1834
- Byrrhus (Seminolus) signatus Sturm, 1823
- Byrrhus stoicus (Muller, 1776)
- Carpathobyrrhulus tatricus Mroczkowski, 1957
- Carpathobyrrhulus transsylvanicus (Suffrian, 1848)
- Chaetophora minuta (Reitter, 1884)
- Chaetophora spinosa (Rossi, 1794)
- Chrysobyrrhulus asturiensis Allemand, 1997
- Chrysobyrrhulus metallicus (Chevrolat, 1865)
- Chrysobyrrhulus moltonii Fiori, 1964
- Chrysobyrrhulus triangularis Allemand, 1997
- Curimopsis (Atlantopsis) brancomontis Puetz, 2002
- Curimopsis (Atlantopsis) canariensis (Franz, 1967)
- Curimopsis (Atlantopsis) capitata (Wollaston, 1854)
- Curimopsis (Atlantopsis) granulosa (Wollaston, 1865)
- Curimopsis (Atlantopsis) horrida (Wollaston, 1854)
- Curimopsis (Atlantopsis) integra (Wollaston, 1864)
- Curimopsis (Atlantopsis) maderiensis Puetz, 2002
- Curimopsis (Atlantopsis) ovuliformis (Wollaston, 1854)
- Curimopsis (Atlantopsis) senicis Puetz, 2002
- Curimopsis (Atlantopsis) tenerifensis (Palm, 1976)
- Curimopsis (Atlantopsis) wollastoni Puetz, 2002
- Curimopsis (Curimopsis) andalusiaca (Franz, 1967)
- Curimopsis (Curimopsis) austriaca (Franz, 1967)
- Curimopsis (Curimopsis) carniolica (Ganglbauer, 1902)
- Curimopsis (Curimopsis) cyclolepidia (Munster, 1902)
- Curimopsis (Curimopsis) franzi Paulus, 1973
- Curimopsis (Curimopsis) ganglbaueri (Plavilshikov, 1924)
- Curimopsis (Curimopsis) incisa (Obenberger, 1917)
- Curimopsis (Curimopsis) italica (Franz, 1967)
- Curimopsis (Curimopsis) jordai (Reitter, 1910)
- Curimopsis (Curimopsis) maritima (Marsham, 1802)
- Curimopsis (Curimopsis) monticola (Franz, 1967)
- Curimopsis (Curimopsis) moosilauke Johnson, 1986
- Curimopsis (Curimopsis) nigrita (Palm, 1934)
- Curimopsis (Curimopsis) paleata (Erichson, 1846)
- Curimopsis (Curimopsis) palmi (Franz, 1967)
- Curimopsis (Curimopsis) provencalis (Franz, 1967)
- Curimopsis (Curimopsis) setigera (Illiger, 1798)
- Curimopsis (Curimopsis) setosa (Waltl, 1838)
- Curimopsis (Curimopsis) syriaca (Baudi, 1870)
- Curimopsis (Curimopsis) vicentina Paulus, 1973
- Curimus abbreviatus Sahlberg, 1903
- Curimus brenskei Reitter, 1884
- Curimus decorus (Steffahny, 1842)
- Curimus erichsoni Reitter, 1881
- Curimus erinaceus (Duftschmid, 1825)
- Curimus insignis (Steffahny, 1842)
- Curimus interstitialis Reitter, 1881
- Curimus lariensis (Villa & Villa, 1833)
- Curimus maglicensis Obenberger, 1917
- Curimus montenegrinus Reitter, 1881
- Curimus petraeus Gredler, 1863
- Curimus rudis Fairmaire, 1876
- Curimus terminatus Reitter, 1884
- Cytilus auricomus (Duftschmid, 1825)
- Cytilus sericeus (Forster, 1771)
- Lamprobyrrhulus nitidus (Schaller, 1783)
- Lasiomorychus apfelbecki (Reitter, 1889)
- Morychus aeneus (Fabricius, 1775)
- Pedilophorus auratus (Duftschmid, 1825)
- Pedilophorus colonnellii Fabbri, 1999
- Pedilophorus macedonicus (Schubert, 1969)
- Pedilophorus monicae Fabbri, 1999
- Pedilophorus moraveci Fabbri & Allemand, 2002
- Pedilophorus shqiperianus Fabbri & Allemand, 2002
- Pedilophorus szeli Fabbri & Allemand, 2002
- Pedilophorus zelenosivus Fabbri & Allemand, 2002
- Pedilophorus zierisi Fabbri & Allemand, 2002
- Porcinolus murinus (Fabricius, 1794)
- Simplocaria (Simplocaria) acuminata Erichson, 1847
- Simplocaria (Simplocaria) arctica Poppius, 1904
- Simplocaria (Simplocaria) brevistriata Reitter, 1900
- Simplocaria (Simplocaria) deubeli Ganglbauer, 1899
- Simplocaria (Simplocaria) elongata Sahlberg, 1903
- Simplocaria (Simplocaria) frigida Krogerus, 1921
- Simplocaria (Simplocaria) jugicola Baudi, 1889
- Simplocaria (Simplocaria) macularis Reitter, 1896
- Simplocaria (Simplocaria) maculosa Erichson, 1847
- Simplocaria (Simplocaria) metallica (Sturm, 1807)
- Simplocaria (Simplocaria) nivalis Ganglbauer, 1904
- Simplocaria (Simplocaria) palmeni Poppius, 1904
- Simplocaria (Simplocaria) semistriata (Fabricius, 1794)
- Simplocaria (Simplocaria) striata Brisout, 1866
- Simplocaria (Trinaria) carpathica Hampe, 1853
- Simplocaria (Trinaria) montenegrina Obenberger, 1917
- Trichobyrrhulus arragonicus Reitter, 1911
- Trichobyrrhulus fabbrii Allemand, 1998
- Trichobyrrhulus piochardi (Heyden, 1870)
- Trichobyrrhulus puetzi Allemand, 1998
- Trichobyrrhulus stierlini (Des Gozis, 1882)
- Trichobyrrhulus variolosus (Perris, 1864)
- Trichobyrrhulus zercheorum Puetz, 2002